# マーティン・ハンドフォード

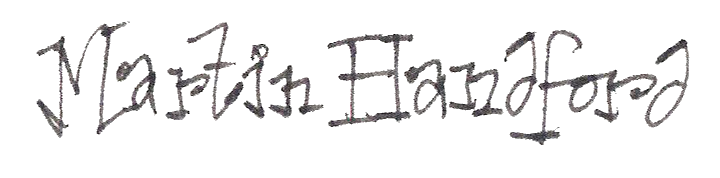
サイン

マーティン・ハンドフォード（Martin Handford、1956年9月27日 - ）は、イングランドの児童書作家・イラストレーター。1987年に発売され世界中で大ヒットした絵本「ウォーリーをさがせ!」の著者である。
ロンドン・ハムステッド生まれ。幼少期から込み入った群衆の絵を描くことを好んでおり、キングストン大学およびメイドストン美術大学を卒業後、イラストレーターとなる。
2007年に「ウォーリーをさがせ!」はエンターテインメント・ライツ・グループに所有権を譲渡した。